# Izland a 2008. évi nyári olimpiai játékokon
Izland a kínai Pekingben megrendezett 2008. évi nyári olimpiai játékok egyik részt vevő nemzete volt. Az országot az olimpián 5 sportágban 27 sportoló képviselte, akik összesen 1 érmet szereztek.

## Érmesek
| Érem  | Versenyző | Sportág   | Versenyszám |
| ----- | --- | --------- | ----------- |
| Ezüst | Nemzeti válogatott Alexander Petersson Arnór Atlason Ásgeir Örn Hallgrímsson Björgvin Páll Gústavsson Guðjón Valur Sigurðsson Hreiðar Guðmundsson Ingimundur Ingimundarson Logi Eldon Geirsson Ólafur Stefánsson Róbert Gunnarsson Sigfús Sigurðsson Snorri Guðjónsson Sturla Ásgeirsson Sverre Andreas Jakobsson | Kézilabda | Férfi       |

## Atlétika
Férfi
| Versenyző        | Versenyszám   | Selejtező | Selejtező | Döntő    | Döntő    |
| Versenyző        | Versenyszám   | Eredmény  | Helyezés  | Eredmény | Helyezés |
| ---------------- | ------------- | --------- | --------- | -------- | -------- |
| Bergur Petursson | Kalapácsvetés | 71,63 m   | 25.       | kiesett  | kiesett  |

Női
| Versenyző             | Versenyszám   | Selejtező | Selejtező | Döntő    | Döntő    |
| Versenyző             | Versenyszám   | Eredmény  | Helyezés  | Eredmény | Helyezés |
| --------------------- | ------------- | --------- | --------- | -------- | -------- |
| Þórey Edda Elísdóttir | Rúdugrás      | 415 cm    | 23.*      | kiesett  | kiesett  |
| Ásdís Hjálmsdóttir    | Gerelyhajítás | 48,59 m   | 50.       | kiesett  | kiesett  |

* - egy másik versenyzővel azonos eredményt ért el

## Cselgáncs
Férfi
| Versenyző        | Versenyszám | Selejtező         | 32-es főtábla                    | Nyolcaddöntő                           | Negyeddöntő       | Elődöntő          | Vigaszág első kör | Vigaszág negyeddöntő | Vigaszág elődöntő | Bronz- mérkőzés   | Döntő             | Helyezés |
| Versenyző        | Versenyszám | Ellenfél Eredmény | Ellenfél Eredmény                | Ellenfél Eredmény                      | Ellenfél Eredmény | Ellenfél Eredmény | Ellenfél Eredmény | Ellenfél Eredmény    | Ellenfél Eredmény | Ellenfél Eredmény | Ellenfél Eredmény | Helyezés |
| ---------------- | ----------- | ----------------- | -------------------------------- | -------------------------------------- | ----------------- | ----------------- | ----------------- | -------------------- | ----------------- | ----------------- | ----------------- | -------- |
| Þormóður Jónsson | Nehézsúly   |                   | Pablo Figueroa (PUR) · 1000-0001 | Mohammad Reza Ródaki (IRI) · 0001-1000 | kiesett           | kiesett           |                   |                      |                   |                   |                   | 17.      |

## Kézilabda

### Férfi

#### Eredmények
Csoportkör
B csoport
| Csapat            | M | Gy | D | V | G+  | G–  | Gk | P |
| ----------------- | - | -- | - | - | --- | --- | -- | - |
| Dél-Korea (KOR)   | 5 | 3  | 0 | 2 | 122 | 129 | –7 | 6 |
| Dánia (DEN)       | 5 | 2  | 2 | 1 | 137 | 131 | +6 | 6 |
| Izland (ISL)      | 5 | 2  | 2 | 1 | 151 | 146 | +5 | 6 |
| Oroszország (RUS) | 5 | 2  | 1 | 2 | 136 | 131 | +5 | 5 |
| Németország (GER) | 5 | 2  | 1 | 2 | 126 | 130 | –4 | 5 |
| Egyiptom (EGY)    | 5 | 0  | 2 | 3 | 127 | 132 | –5 | 2 |

| 2008. augusztus 10. 10:45 | Oroszország (RUS) | 31–33       | Izland (ISL)  | Olimpiai Sport Centrum, Peking Játékvezetők: Krstic, Ljubic (SLO) |
| 2008. augusztus 10. 10:45 | Igropulo 9        | (16–19)     | Guðjónsson 12 | Olimpiai Sport Centrum, Peking Játékvezetők: Krstic, Ljubic (SLO) |
| 2008. augusztus 10. 10:45 | 6× 3×             | Jegyzőkönyv | 3× 3×         | Olimpiai Sport Centrum, Peking Játékvezetők: Krstic, Ljubic (SLO) |

| 2008. augusztus 12. 20:45 | Izland (ISL) | 33–29       | Németország (GER) | Olimpiai Sport Centrum, Peking Játékvezetők: Bord, Buy (FRA) |
| 2008. augusztus 12. 20:45 | Guðjónsson 8 | (17–14)     | Kraus 13          | Olimpiai Sport Centrum, Peking Játékvezetők: Bord, Buy (FRA) |
| 2008. augusztus 12. 20:45 | 2× 3×        | Jegyzőkönyv | 5× 2× 1×          | Olimpiai Sport Centrum, Peking Játékvezetők: Bord, Buy (FRA) |

| 2008. augusztus 14. 14:00 | Dél-Korea (KOR) | 22–21       | Izland (ISL)           | Olimpiai Sport Centrum, Peking Játékvezetők: Baum, Goralczyk (POL) |
| 2008. augusztus 14. 14:00 | Jun Gjongszin 6 | (10–9)      | Geirsson, Sigurðsson 5 | Olimpiai Sport Centrum, Peking Játékvezetők: Baum, Goralczyk (POL) |
| 2008. augusztus 14. 14:00 | 1× 3×           | Jegyzőkönyv | 3× 4×                  | Olimpiai Sport Centrum, Peking Játékvezetők: Baum, Goralczyk (POL) |

| 2008. augusztus 16. 20:45 | Dánia (DEN) | 32–32       | Izland (ISL) | Olimpiai Sport Centrum, Peking Játékvezetők: Canbro, Claesson (SWE) |
| 2008. augusztus 16. 20:45 | Nøddesbo 6  | (18–17)     | Guðjónsson 8 | Olimpiai Sport Centrum, Peking Játékvezetők: Canbro, Claesson (SWE) |
| 2008. augusztus 16. 20:45 | 5× 3×       | Jegyzőkönyv | 6× 2× 1×     | Olimpiai Sport Centrum, Peking Játékvezetők: Canbro, Claesson (SWE) |

| 2008. augusztus 18. 09:00 | Izland (ISL)  | 32–32       | Egyiptom (EGY) | Olimpiai Sport Centrum, Peking Játékvezetők: Din, Dinu (ROU) |
| 2008. augusztus 18. 09:00 | Sigurðsson 10 | (14–17)     | ez-Zaki 9      | Olimpiai Sport Centrum, Peking Játékvezetők: Din, Dinu (ROU) |
| 2008. augusztus 18. 09:00 | 4× 4×         | Jegyzőkönyv | 6× 3×          | Olimpiai Sport Centrum, Peking Játékvezetők: Din, Dinu (ROU) |

Negyeddöntő
| 2008. augusztus 20. 14:15 | Izland (ISL) | 32–30       | Lengyelország (POL)   | Olimpiai Sport Centrum, Peking Játékvezetők: Bord, Buy (FRA) |
| 2008. augusztus 20. 14:15 | Petersson 6  | (14–19)     | Jachlewski, Tkaczyk 6 | Olimpiai Sport Centrum, Peking Játékvezetők: Bord, Buy (FRA) |
| 2008. augusztus 20. 14:15 | 3× 2×        | Jegyzőkönyv | 8× 3× 1×              | Olimpiai Sport Centrum, Peking Játékvezetők: Bord, Buy (FRA) |

Elődöntő
| 2008. augusztus 22. 20:15 | Izland (ISL)           | 36–30       | Spanyolország (ESP) | Olimpiai Sport Centrum, Peking Játékvezetők: Krstic, Ljubic (SLO) |
| 2008. augusztus 22. 20:15 | Sigurðsson, Geirsson 7 | (17–15)     | Rocas 7             | Olimpiai Sport Centrum, Peking Játékvezetők: Krstic, Ljubic (SLO) |
| 2008. augusztus 22. 20:15 | 9× 4×                  | Jegyzőkönyv | 5× 3× 1×            | Olimpiai Sport Centrum, Peking Játékvezetők: Krstic, Ljubic (SLO) |

Döntő
| 2008. augusztus 24. 15:45 | Franciaország (FRA) | 28–23       | Izland (ISL) | Olimpiai Sport Centrum, Peking Játékvezetők: Lemme, Ullrich (GER) |
| 2008. augusztus 24. 15:45 | Karabatić 8         | (15–10)     | Stefánsson 5 | Olimpiai Sport Centrum, Peking Játékvezetők: Lemme, Ullrich (GER) |
| 2008. augusztus 24. 15:45 | 3× 3×               | Jegyzőkönyv | 4× 3×        | Olimpiai Sport Centrum, Peking Játékvezetők: Lemme, Ullrich (GER) |

| Csapat       | Helyezés |
| ------------ | -------- |
| Izland (ISL) |          |

## Tollaslabda
| Versenyző           | Versenyszám | Selejtező                                | 32-es főtábla     | Nyolcaddöntő      | Negyeddöntő       | Elődöntő          | Bronz- mérkőzés   | Döntő             | Helyezés |
| Versenyző           | Versenyszám | Ellenfél Eredmény                        | Ellenfél Eredmény | Ellenfél Eredmény | Ellenfél Eredmény | Ellenfél Eredmény | Ellenfél Eredmény | Ellenfél Eredmény | Helyezés |
| ------------------- | ----------- | ---------------------------------------- | ----------------- | ----------------- | ----------------- | ----------------- | ----------------- | ----------------- | -------- |
| Ragna Ingólfsdóttir | Női egyes   | Hirosze Eriko (JPN) · 6-21, 7-19 feladta | kiesett           | kiesett           | kiesett           | kiesett           | kiesett           | kiesett           | 33.      |

## Úszás
Férfi
| Versenyző             | Versenyszám    | Előfutam | Előfutam | Előfutam | Elődöntő | Elődöntő | Elődöntő | Döntő   | Döntő    |
| Versenyző             | Versenyszám    | Idő      | Hely.    | Össz.    | Idő      | Hely.    | Össz.    | Idő     | Helyezés |
| --------------------- | -------------- | -------- | -------- | -------- | -------- | -------- | -------- | ------- | -------- |
| Arni Arnason          | 50 m gyors     | 22,81    | 3.       | 44.      | kiesett  | kiesett  | kiesett  | kiesett | kiesett  |
| Örn Arnarson          | 100 m gyors    | 50,68    | 8.       | 49.      | kiesett  | kiesett  | kiesett  | kiesett | kiesett  |
| Örn Arnarson          | 100 m hát      | 56,15    | 3.       | 35.      | kiesett  | kiesett  | kiesett  | kiesett | kiesett  |
| Jakov Sveinsson       | 100 m mell     | 1:02,50  | 7.       | 47.      | kiesett  | kiesett  | kiesett  | kiesett | kiesett  |
| Jakov Sveinsson       | 200 m mell     | 2:15,58  | 2.       | 38.      | kiesett  | kiesett  | kiesett  | kiesett | kiesett  |
| Hjörtur Már Reynisson | 100 m pillangó | 54,17    | 5.       | 52.      | kiesett  | kiesett  | kiesett  | kiesett | kiesett  |

Női
| Versenyző                | Versenyszám  | Előfutam | Előfutam | Előfutam | Elődöntő | Elődöntő | Elődöntő | Döntő   | Döntő    |
| Versenyző                | Versenyszám  | Idő      | Hely.    | Össz.    | Idő      | Hely.    | Össz.    | Idő     | Helyezés |
| ------------------------ | ------------ | -------- | -------- | -------- | -------- | -------- | -------- | ------- | -------- |
| Ragnheiður Ragnarsdóttir | 50 m gyors   | 25,82    | 4.       | 36.      | kiesett  | kiesett  | kiesett  | kiesett | kiesett  |
| Ragnheiður Ragnarsdóttir | 100 m gyors  | 56,35    | 5.       | 35.      | kiesett  | kiesett  | kiesett  | kiesett | kiesett  |
| Sigrun Sverrisdóttir     | 200 m gyors  | 2:04,82  | 6.       | 45.      | kiesett  | kiesett  | kiesett  | kiesett | kiesett  |
| Sarah Bateman            | 100 m hát    | 1:03,82  | 8.       | 41.      | kiesett  | kiesett  | kiesett  | kiesett | kiesett  |
| Erla Haraldsdóttir       | 100 m mell   | 1:11,78  | 6.       | 40.      | kiesett  | kiesett  | kiesett  | kiesett | kiesett  |
| Erla Haraldsdóttir       | 200 m vegyes | 2:20,53  | 4.       | 35.      | kiesett  | kiesett  | kiesett  | kiesett | kiesett  |